# Melaneremus
Melaneremus is een geslacht van rechtvleugeligen uit de familie Gryllacrididae. De wetenschappelijke naam van dit geslacht is voor het eerst geldig gepubliceerd in 1937 door Karny.

## Soorten
Het geslacht Melaneremus omvat de volgende soorten:
- Melaneremus atrotectus Brunner von Wattenwyl, 1888
- Melaneremus bilobus Bey-Bienko, 1957
- Melaneremus borneensis Karny, 1925
- Melaneremus canillii Griffini, 1915
- Melaneremus fruhstorferi Griffini, 1914
- Melaneremus fuscoterminatus Brunner von Wattenwyl, 1888
- Melaneremus harmandi Griffini, 1912
- Melaneremus henryi Karny, 1937
- Melaneremus jacobsoni Griffini, 1913
- Melaneremus javanicus Karny, 1924
- Melaneremus kempi Griffini, 1914
- Melaneremus kosraensis Vickery & Kevan, 1999
- Melaneremus larnacoides Karny, 1937
- Melaneremus laticeps Karny, 1926
- Melaneremus marianae Vickery & Kevan, 1999
- Melaneremus nigrosignatus Brunner von Wattenwyl, 1893
- Melaneremus philippinus Griffini, 1909
- Melaneremus pupulus Bolívar, 1900
- Melaneremus saiensis Vickery & Kevan, 1999